# Championnats du monde de ski nordique 1984
Championnats du monde de ski nordique. L'édition 1984 s'est déroulée à (Rovaniemi, Finlande) et Engelberg, (Suisse).

## Palmarès

### Combiné nordique
| Épreuve                               | Or                                                | Argent                                                    | Bronze                                                                   |
| 17 mars : Combiné nordique Par équipe | Norvège Geir Andersen Espen Andersen Tom Sandberg | Finlande Rauno Miettinen Jouko Karjalainen Jukka Ylipulli | Union soviétique Alexander Prosvirnin Alexander Majorov Ildar Garifullin |

### Saut à ski
| Épreuve                            | Or                                                                    | Argent                                                                     | Bronze                                                                  |
| 26 février : Saut à ski Par équipe | Finlande Markku Pusenius Pentti Kokkonen Jari Puikkonen Matti Nykänen | Allemagne de l'Est Ulf Findeisen Matthias Buse Klaus Ostwald Jens Weißflog | Tchécoslovaquie Ladislav Dluhoš Vladimir Podzimek Jiří Parma Pavel Ploc |

## Tableau des médailles
| Rang | Nation             | Or | Argent | Bronze | Total |
| ---- | ------------------ | -- | ------ | ------ | ----- |
| 1    | Finlande           | 1  | 1      | 0      | 2     |
| 2    | Norvège            | 1  | 0      | 0      | 1     |
| 3    | Allemagne de l'Est | 0  | 1      | 0      | 1     |
| 4    | Union soviétique   | 0  | 0      | 1      | 1     |
| -    | Tchécoslovaquie    | 0  | 0      | 1      | 1     |